# Trần Văn Tưởng
Trần Văn Tưởng (ur. 20 czerwca 1987) – wietnamski zapaśnik w stylu klasycznym.
Złoty medalista igrzysk Azji Południowo-Wschodniej w 2013, srebrny w 2011. Wygrał mistrzostwa Azji Południowo-Wschodniej w 2023 roku.